# 瓦維爾城堡
瓦維爾城堡（波蘭語：Zamek Królewski na Wawelu）是位於波蘭克拉科夫瓦維爾山的一座城堡，修建於卡齊米日三世時期。瓦維爾城堡在歷史上曾長期是波蘭王室的住所，是波蘭的國家象徵之一。自1930年以來，城堡已經改為博物館。現在瓦維爾城堡是波蘭最頂級的藝術博物館之一。博物館的東方藝術和鄂圖曼藝術品的藏品規模也是波蘭首屈一指的。

## 外部連結
- Wawel Homepage
- Jagiellonian Tapestries

1. ↑  Głowicka-Wolska, Redakcja, Eliza. .   [6 May 2017]. （原始内容存档于2021-11-20）.